# Gabinet Richarda Nixona

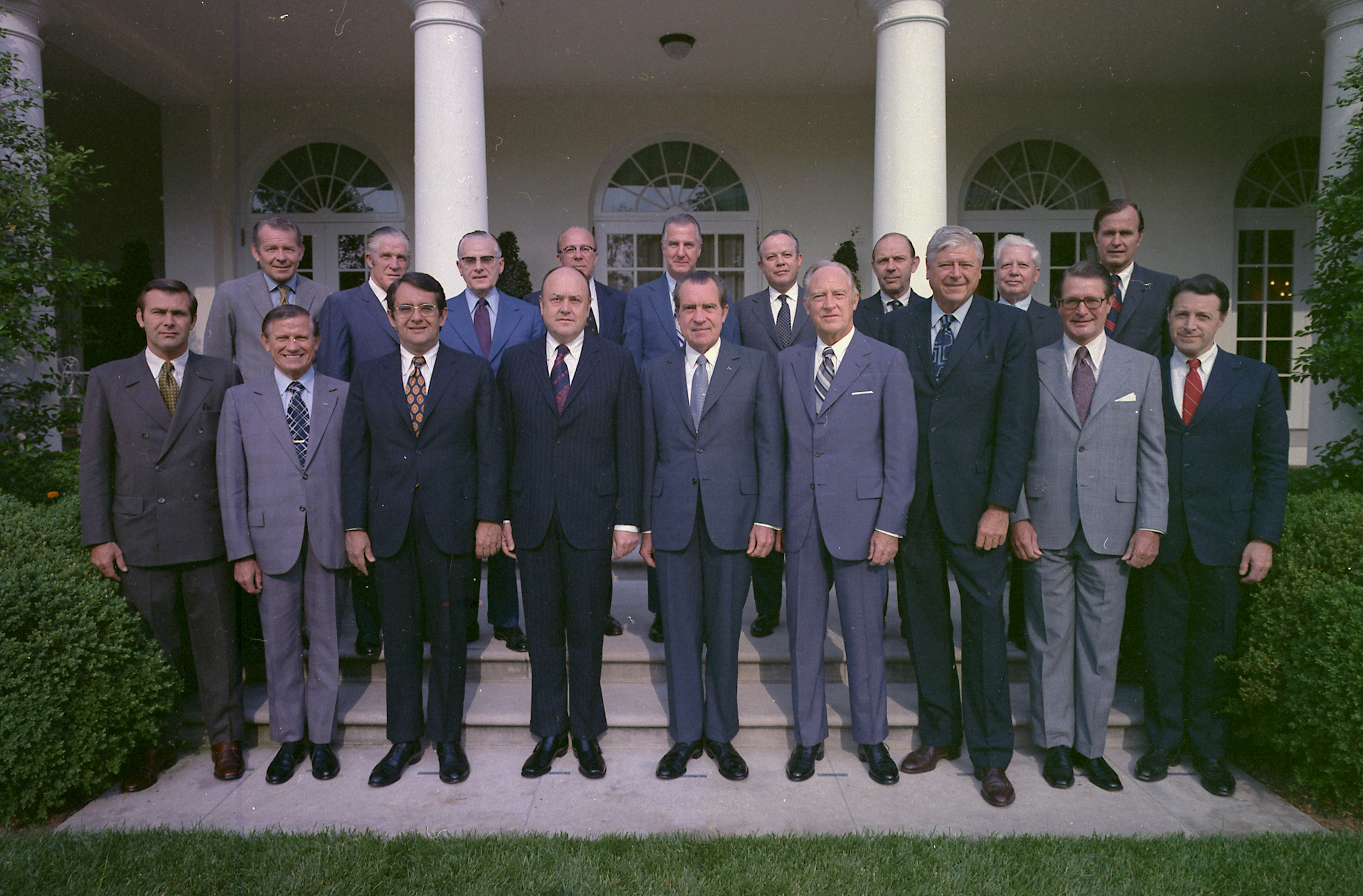
Prezydent Nixon i jego gabinet w Białym Domu w czerwcu 1972

Gabinet Richard Nixona – powołany i zaprzysiężony w 1969, po wygranych wyborach w 1968.
| Departament/Funkcja                             | Imię i nazwisko                                                      | Kadencja                                 |
| ----------------------------------------------- | -------------------------------------------------------------------- | ---------------------------------------- |
| Prezydent                                       | Richard Nixon                                                        | 1969 – 1974                              |
| Wiceprezydent                                   | Spiro Agnew wakat Gerald Ford                                        | 1969–1973 1973 1973 – 1974               |
| Sekretarz stanu                                 | William P. Rogers Henry Kissinger                                    | 1969 – 1973 1973 – 1974                  |
| Sekretarz skarbu                                | David M. Kennedy John Connally George Shultz William E. Simon        | 1969 – 1971 1971 – 1972 1972 – 1974 1974 |
| Sekretarz obrony                                | Melvin Laird Elliot Richardson James R. Schlesinger                  | 1969 – 1973 1973 1973 – 1974             |
| Prokurator generalny                            | John N. Mitchell Richard Kleindienst Elliot Richardson William Saxbe | 1969 – 1972 1972 – 1973 1973 1974        |
| Poczmistrz generalny                            | John N. Mitchell                                                     | 1969–1971                                |
| Sekretarz zasobów wewnętrznych                  | Walter Joseph Hickel Rogers Morton                                   | 1969 – 1970 1971 – 1974                  |
| Sekretarz rolnictwa                             | Clifford M. Hardin Earl Butz                                         | 1969 – 1971 1971 – 1974                  |
| Sekretarz handlu                                | Maurice Stans Peter G. Peterson Frederick B. Dent                    | 1969 – 1972 1972 – 1973 1973 – 1974      |
| Sekretarz pracy                                 | George Shultz James Day Hodgson Peter J. Brennan                     | 1969 – 1970 1970 – 1973 1973 – 1974      |
| Sekretarz zdrowia, edukacji i opieki społecznej | Robert Finch Elliot Richardson Caspar Weinberger                     | 1969 – 1970 1970 – 1973 1973 – 1974      |
| Sekretarz urbanizacji                           | George W. Romney James Thomas Lynn                                   | 1969 – 1973 1973 – 1974                  |
| Sekretarz transportu                            | John A. Volpe Claude Brinegar                                        | 1969 – 1973 1973 – 1974                  |
| Dyrektor Biura Budżetowego                      | Robert P. Mayo                                                       | 1969 – 1970                              |
| Dyrektor Biura Zarządzania i Budżetu            | George Shultz Caspar Weinberger Roy Ash                              | 1970 – 1972 1972 – 1973 1973 – 1974      |
| Ambasador Stanów Zjednoczonych przy ONZ         | Charles Yost George H.W. Bush John A. Scali                          | 1969 – 1971 1971 – 1973 1973 – 1974      |